# Суперкубок Оману з футболу 2005
Суперкубок Оману з футболу 2005 — 7-й розіграш турніру. Матчі відбулися з 24 по 29 травня 2005 року між чотирма найсильнішими командами Оману сезону 2004—05. Титул переможця змагання виборов Маскат, котрий з рахунком 2:1 переміг у фіналі Дофар.
| Володар Суперкубка Оману 2005 |
| ----------------------------- |
|                               |
| Маскат Другий титул           |

## Формат
У турнірі взяли участь чотири найсильніші клуби Чемпіонату Оману 2004—2005.
- Чемпіон — «Дофар»
- Віце-чемпіон — «Аль-Оруба»
- Бронзовий призер — «Маскат»
- 4 місце — «Ан-Нахда»

## 1/2 фіналу
| Команда 1         | Заг. | Команда 2 | 1-й матч | 2-й матч |
| ----------------- | ---- | --------- | -------- | -------- |
| 24/26 травня 2005 |      |           |          |          |
| Ан-Нахда          | 4:5  | Маскат    | 1:3      | 3:2      |
| Дофар             | 2:1  | Аль-Оруба | 1:0      | 1:1      |

## Матч за третє місце
| Команда 1      | Рахунок      | Команда 2 |
| -------------- | ------------ | --------- |
| 29 травня 2005 |              |           |
| Ан-Нахда       | 2:2 пен. 4:5 | Аль-Оруба |

## Фінал
| Команда 1      | Рахунок | Команда 2 |
| -------------- | ------- | --------- |
| 29 травня 2005 |         |           |
| Маскат         | 2:1     | Дофар     |